# Newport Harbor High School
Die Newport Harbor High School ist eine öffentliche High School in Newport Beach, Orange County im US-Bundesstaat Kalifornien. Sie gehört zum Newport-Mesa Unified School District. Im Schuljahr 2009/2010 wurde sie von 2483 Schülern besucht.

## Geschichte
Nach dem Ersten Weltkrieg gab es in dem Hafengebiet um Huntington Beach, Costa Mesa, Newport Beach und Laguna Beach nicht sehr viele Schüler im entsprechenden Alter, um eine High School besuchen zu können. Sie verteilten sich auf die High Schools in Huntington Beach und Santa Ana. Nach fünfjährigem Bestreben wurde 1929 die Genehmigung erteilt, eine neue High School am Grenzgebiet Costa Mesas zu errichten.
Etwa zwei Monate nach dem Schwarzen Donnerstag, am 29. Dezember 1929, kaufte die Irvine Company für 15.000 US-Dollar (USD) ein Grundstück mit einer Fläche von etwa 81.000 m². Am 14. Juni 1930 wurde der Grundstein gelegt. Infolge des Börsencrashs gab es viele Arbeitnehmer, die zu einem Niedriglohn arbeiteten, was dazu führte, dass der Bau des eigentlichen Schulgebäudes bloß 410.000 USD kostete.
Die Türen der Newport Harbor High School öffneten sich erstmals am 22. September 1930, offiziell wurde die Schule jedoch am 9. Januar 1931 eröffnet. Im ersten Schuljahr wurde die Schule von 207 Schülern besucht, die von 12 Lehrern unterrichtet wurden. Der ursprüngliche Bau der Schule bestand aus dem Hauptgebäude, einem Turm, einer Holzwerkstatt und einer Hütte, die als Hausmeisterwohnung diente. Der hohe Turm wurde seinerzeit gebaut, damit die Menschen auf die neue Schule in der Region aufmerksam gemacht werden konnten. Anfang der 1940er wurde ein neues Gebäude für den Mathematikunterricht errichtet, das Dodge Hall getauft wurde. Es wurde nach Donald Dodge benannt, der sich dafür einsetzte, dass der neu entstandene School district von dem in Santa Ana getrennt wird. Im Jahr 1948 wurde auf dem Schulgelände eine Sporthalle gebaut. Im gleichen Jahr wurden acht Kasernengebäude der US Army in Klassenräume umfunktioniert. Als die Anzahl der Schüler zunahm, wurde 1949 eine weitere Sporthalle gebaut, die von den weiblichen Schülern genutzt wurde. Außerdem wurde an der Irvine Avenue ein offener Swimming Pool angelegt. 1955 wurde ein weiteres Gebäude erbaut, das für den Kunstunterricht genutzt wurde. Aufgrund der Nähe zum Hafen ist das Maskottchen der Schule Tommy Tar, eine individualisierte Darstellung von Popeye dem Seemann.
In den Jahren 2005 und 2006 erwirtschaftete der Newport-Mesa Unified School District durch Rentenfonds 282 Millionen USD, von denen 36 Millionen USD in die Newport Harbor High School investiert wurden, um das Schulgebäude um einen etwa 6.500 m² großen Flügel zu erweitern.

## Bekannte Absolventen
- Terry Albritton (1955–2005), Kugelstoßer
- Steve Aoki, Musikproduzent
- Peter Jason, Schauspieler
- Paul Le Mat, Schauspieler
- Misty May-Treanor, Beachvolleyballspielerin
- Kelly McGillis, Schauspielerin
- Ted McGinley, Schauspieler
- Marguerite Moreau, Schauspielerin
- James Neidhart, Wrestler
- Aaron Peirsol, Schwimmer
- April Ross, Beachvolleyballspielerin
- Sharon Sheeley, Songwriter
- Ethan Wayne, Schauspieler
- Zach Wells, Fußballspieler
- Irene Worth, Schauspielerin
- George Yardley, Basketballspieler
- Constance Zimmer, Schauspielerin